# Maurice-Jean-Magdalène de Broglie

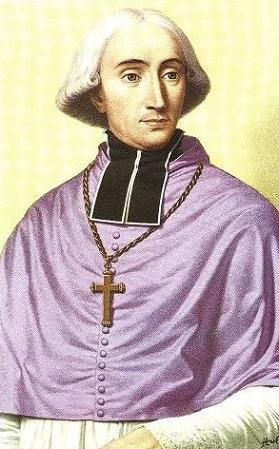
Maurice-Jean-Magdalène de Broglie

Maurice-Jean-Magdalène de Broglie [moˈʀis ˌʒɑ̃ magdaˈlɛn də ˈbrɔj] (* 5. September 1766; † 20. Juli 1821 in Paris) war ein französischer Geistlicher. Er amtierte als Bischof von Acqui (1805–1807) und Gent (1807–1821).

## Leben

Wappen

Maurice de Broglie war ein jüngerer Sohn des Marschalls Victor-François de Broglie aus der Familie der Herzöge de Broglie. Er trat in den geistlichen Stand, emigrierte während der Französischen Revolution nach Trier, wo er am 11. März 1792 die Priesterweihe empfing. 1797 erhielt er vom König von Preußen eine Pfründe als Dompropst in Posen.
1803 nach Frankreich zurückgekehrt, wurde er von Napoleon I. zum kaiserlichen Almosenier und am 17. November 1805 zum Bischof von Acqui ernannt. Die Bischofsweihe spendete ihm am 17. November 1805 der Erzbischof von Mailand, Kardinal Giovanni Battista Caprara Montecuccoli; Mitkonsekratoren waren René des Monstiers de Mérinville, emeritierter Bischof von Chambéry, und Louis Charrier de La Roche, Bischof von Versailles. Am 3. März 1807 wurde er Bischof von Gent, die päpstliche Bestätigung erfolgte am 3. August desselben Jahres. Er fiel jedoch 1809 bei Napoleon in Ungnade, wurde verhaftet und auf die Insel Sainte-Marguerite gebracht, wo er 1811 seinem Bistum entsagen musste.
Nach der Restauration erhielt er 1814 seine bischöfliche Würde zurück. Er widersetzte sich der Kirchenpolitik König Wilhelms I. und dem Eid auf die Verfassung der Vereinigten Niederlande, verlor deswegen abermals seine bischöfliche Würde und wurde wegen Ungehorsams von den niederländischen Gerichten in contumaciam zur Deportation verurteilt. Dies erregte den Widerstand der Katholiken, was unter anderem ein Grund für die Trennung Belgiens von den Niederlanden (1830) wurde.